# 런레벨
런레벨(runlevel)은 유닉스 시스템 V 스타일 초기화를 구현하는 컴퓨터 운영체제의 작동 모드이다. 일반적으로 0부터 6까지 번호가 매겨진 7개의 런레벨이 있다. S는 때때로 레벨 중 하나를 나타내는 동의어로 사용된다. 시작 시 하나의 런레벨만 실행되며, 런레벨은 차례로 실행되지 않는다. 즉, 런레벨 2, 3 또는 4만 실행되며, 그 이상의 런레벨이 순차적으로 또는 다른 순서로 실행되지 않는다.
런레벨은 부팅 후 시스템의 상태를 정의한다. 일반적으로 단일 사용자 모드, 네트워크 서비스가 시작되지 않은 다중 사용자 모드, 네트워크 서비스가 시작된 다중 사용자 모드, 시스템 종료, 시스템 재부팅 시스템 상태에 따라 다양한 런레벨이 할당된다(특정 순서는 아님). 이러한 구성의 정확한 설정은 운영 체제와 리눅스 배포판에 따라 다르다. 예를 들어, 런레벨 4는 한 배포판에서는 다중 사용자 GUI 서버 없음 구성이지만, 다른 배포판에서는 아무것도 구성하지 않을 수 있다. 런레벨은 일반적으로 이 문서에서 설명하는 일반적인 패턴을 따르지만, 일부 배포판에서는 특정 구성을 사용한다.
일반적으로 컴퓨터가 런레벨 0에 진입하면 전원이 꺼지고, 런레벨 6에 진입하면 재부팅된다. 중간 런레벨(1~5)은 마운트되는 드라이브와 시작되는 네트워크 서비스에 따라 다르다. 기본 런레벨은 일반적으로 3, 4 또는 5이다. 하위 런레벨은 일반적으로 네트워크 서비스를 전혀 제공하지 않으므로 유지 관리나 긴급 복구에 유용한다. 런레벨 구성의 세부 사항은 운영 체제와 시스템 관리자마다 매우 다르다.
다양한 리눅스 배포판에서 유닉스 버전 7에서 사용되었던 기존 /etc/rc 스크립트는 처음에는 런레벨로, 그 후 대부분의 주요 배포판에서 systemd 상태로 대체되었다.

## 표준 런레벨
| ID | 이름             | 설명                                                     |
| -- | ---------------- | -------------------------------------------------------- |
| 0  | 끔               | 장치를 끈다.                                             |
| 1  | 단일 사용자 모드 | 네트워크 인터페이스를 구성하거나 데몬을 시작하지 않는다. |
| 6  | 재부팅           | 장치를 재부팅한다.                                       |

## 같이 보기
- Init
- 데몬 (컴퓨팅)
- Systemd
- 업스타트 (소프트웨어)